# Girardot (Aragua)
Girardot is een gemeente in de Venezolaanse staat Aragua. De gemeente telt 437.500 inwoners. De hoofdplaats is Maracay.